# Последовательная типизация
Последовательная типизация — система типов, в которой некоторым переменным могут быть заранее заданы строгие типы. Впоследствии, правильность типизации данных переменных проверяется во время компиляции, то есть к этим переменным применяется статическая типизация. Оставшиеся переменные можно оставлять нетипизированными, а возможные ошибки типа сообщаются во время выполнения. 
Последовательная типизация позволяет разработчикам программного обеспечения выбрать любую подходящую парадигму для используемого языка. Во многих случаях последовательная типизация добавляется к существующей динамической типизации языка, не требуя статической типизации для абсолютно всех переменных.